# Liste des MP 73
Cette page est une annexe de l'article « MP 73 ».
Cette liste recense les éléments du parc de MP 73, matériel roulant de la Régie autonome des transports parisiens (RATP).

## État du matériel
| Numéro            | Composition                        | Mise en service | Radiation      | Ligne (date d'arrivée) | Précédentes lignes (année de départ) | Particularité |
| ----------------- | ---------------------------------- | --------------- | -------------- | ---------------------- | ------------------------------------ | --- |
| 6501              | M.3502—N.4508—A.6501—B.7046—M.3573 | Juillet 1974    | Juillet 2025   | -                      | (2025)                               | |
| 6502              | M.3508—N.4525—A.6502—B.7021—M.3541 | Juillet 1974    | Novembre 2024  | -                      | (1986) (1999) (2024)                 | |
| 6503              | M.3520—N.4510—A.6503—B.7003—M.3518 | Juillet 1974    | Juillet 2023   | -                      | (2023)                               | |
| 6504              | —N.4504—A.6504—B.7004—             | Juillet 1974    | Date inconnue  | -                      | (inconnue)                           | |
| 6505              | M.3510—N.4505—A.6505—B.7005—M.3568 | Juillet 1974    | Août 2024      | -                      | (2024)                               | |
| 6506              | M.3512—N.4515—A.6506—B.7029—M.3529 | Juillet 1974    | Mars 2025      | -                      | (1986) (1999) (2025)                 | |
| 6507              | —A.6507—B.7007—                    | Juillet 1974    | Février 2024   | -                      | (2024)                               | |
| 6508              | M.3513—N.4517—A.6508—B.7008—M.3503 | Juillet 1974    | /              | (M) · (6)              | -                                    | |
| 6509              | M.3505—N.4531—A.6509—B.7009—M.3534 | Juillet 1974    | /              | (M) · (6)              | -                                    | |
| 6510              | M.3569—N.4549—A.6510—B.7028—M.3591 | Juillet 1974    | Août 2025      | -                      | (2025)                               | |
| 6511              | M.3522—N.4511—A.6511—B.7011—M.3521 | Juillet 1974    | Juin 2024      | -                      | (2024)                               | |
| 6512              | M.3530—N.4547—A.6512—B.7012—M.3581 | Juillet 1974    | Mai 2024       | -                      | (2024)                               | |
| 6513              | M.3506—N.4537—A.6513—B.7013—M.3527 | Juillet 1974    | Juillet 2025   | -                      | (2025)                               | Rame "vandalisée" par des graffeurs qui l'ont repeinte dans sa livrée d'origine en juin 2020. |
| 6514              | M.3526—N.4514—A.6514—B.7014—M.3525 | Juillet 1974    | /              | (M) · (6)              | -                                    | |
| 6515              | M.3594—N.4506—A.6515—B.7020—M.3539 | Juillet 1974    | /              | (M) · (6)              | -                                    | |
| 6516              | M.3598—N.4542—A.6516—B.7006—M.3514 | Juillet 1974    | /              | (M) · (6)              | -                                    | |
| 6517              | —A.6517—B.7049—M.3597              | Juillet 1974    | Janvier 2023   | -                      | (2023)                               | |
| 6518              | M.3532—N.4545—A.6518—B.7018—M.3511 | Juillet 1974    | Mars 2025      | -                      | (2025)                               | |
| 6519              | M.3538—N.4540—A.6519—B.7019—M.3601 | Juillet 1974    | Avril 2024     | -                      | (2024)                               | |
| 6520              | M.3574—N.4522—A.6520—B.7015—M.3576 | Juillet 1974    | /              | (M) · (6)              | -                                    | |
| 6521              | —N.4521—A.6521—                    | Juillet 1974    | Février 2009   | -                      | (2009)                               | |
| 6522              | M.3544—N.4520—A.6522—B.7022—M.3537 | Juillet 1974    | Juin 2024      | -                      | (2024)                               | |
| 6523              | M.3566—N.4546—A.6523—B.7023—M.3559 | Juillet 1974    | Juin 2023      | -                      | (2023)                               | |
| 6524              | M.3556—N.4529—A.6524—B.7038—M.3579 | Juillet 1974    | /              | (M) · (6)              | -                                    | |
| 6525              | M.3552—N.4533—A.6525—B.7035—M.3577 | Juillet 1974    | /              | (M) · (6)              | -                                    | |
| 6526              | M.3545—N.4548—A.6526—B.7026—M.3563 | Juillet 1974    | /              | (M) · (6)              | -                                    | |
| 6527              | M.3554—N.4527—A.6527—B.7032—M.3551 | Juillet 1974    | Septembre 2024 | -                      | (2024)                               | Rame sur laquelle Jean-Paul Belmondo est monté pour le film Peur sur la ville. |
| 6528              | M.3564—N.4539—A.6528—B.7025—M.3533 | Juillet 1974    | /              | (M) · (6)              | -                                    | |
| 6529              | M.3558—N.4532—A.6529—B.7016—M.3523 | Juillet 1974    | Janvier 2025   | -                      | (2025)                               | Rame réformée en décembre 2024, puis remis en service puis a nouveau réformé en janvier 2025 |
| 6530              | M.3578—N.4516—A.6530—B.7030—M.3550 | Juillet 1974    | Novembre 2024  | -                      | (2024)                               | |
| 6531              | M.3582—N.4501—A.6531—B.7045—M.3589 | Juillet 1974    | Février 2025   | -                      | (2025)                               | |
| 6532              | M.3560—N.4513—A.6532—B.7036—M.3557 | Juillet 1974    | Février 2025   | -                      | (2025)                               | |
| 6533              | M.3549—N.4530—A.6533—B.7033—M.3572 | Juillet 1974    | /              | (M) · (6)              | -                                    | |
| 6534              | M.3543—N.4528—A.6534—B.7034—M.3567 | Juillet 1974    | Juillet 2023   | -                      | (2023)                               | |
| 6535              | M.3570—N.4535—A.6535—B.7040—M.3590 | Juillet 1974    | Septembre 2023 | -                      | (2023)                               | |
| 6536              | M.3548—N.4536—A.6536—B.7027—M.3547 | Juillet 1974    | Mai 2021       | -                      | (2021)                               | |
| 6537              | —A.6537—B.7037—M.3531              | Juillet 1974    | Septembre 2022 | -                      | (2022)                               | |
| 6538              | —N.4538—A.6538—B.7043—M.3575       | Juillet 1974    | Avril 2025     | -                      | (2025)                               | |
| 6539              | M.3571—N.4524—A.6539—B.7017—M.3555 | Juillet 1974    | Décembre 2023  | -                      | (2023)                               | |
| 6540              | M.3586—N.4543—A.6540—              | Juillet 1974    | Mai 2024       | -                      | (2024)                               | |
| 6541              | —A.6541—                           | Juillet 1974    | Date inconnue  | -                      | (inconnue)                           | |
| 6542              | M.3546—N.4534—A.6542—B.7042—M.3565 | Juillet 1974    | Mars 2023      | -                      | (2023)                               | La motrice M.3584, auparavant composante de la rame 6542, a été conservée par un particulier fin 2021/début 2022.                                                                                  |
| 6543              | M.3580—N.4519—A.6543—B.7024—M.3553 | Juillet 1974    | /              | (M) · (6)              | -                                    | |
| 6544              | M.3587—N.4544—A.6544—M.3588        | Juillet 1974    | Juillet 2022   | -                      | (2009) (2022)                        | La remorque B.7044, exclue de la composition de la 6544 lors de son passage à 4 caisses en 2009, a été placée en réserve sur une voie de la ligne 5 jusqu'en octobre 2022 puis envoyée à la casse. |
| 6545              | M.3507—N.4518—A.6545—B.7041—M.3585 | Juillet 1974    | /              | (M) · (6)              | (1986) (1999)                        | |
| 6546              | M.3540—N.4523—A.6546—B.7001—M.3501 | Juillet 1974    | /              | (M) · (6)              | (1986) (1999)                        | |
| 6547              | M.3516—N.4512—A.6547—B.7047—M.3593 | Juillet 1974    | Décembre 2024  | -                      | (2024)                               | |
| 6548              | M.3596—N.4526—A.6548—B.7048—M.3595 | Juillet 1974    | Avril 2023     | -                      | (1986) (1999) (2023)                 | |
| 6549              | M.3528—N.4503—A.6549—B.7010—M.3519 | Juillet 1974    | Juin 2025      | -                      | (1986) (1999) (2025)                 | |
| 6550              | M.3600—N.4550—A.6550—B.7050—M.3599 | Juillet 1974    | 5 mars 1991    | -                      | (1986) (1991)                        | Déraillement d'une rame sur l'aiguille du raccord 3/11 à Rambuteau en 1991 |
| Rames recomposées |                                    |                 |                |                        |                                      | |
| 7006              | M.3600—B.7050—B.7006—M.3599        | 1986            | 1999           | -                      | (1999)                               | |
| 7049              | M.3508—N.4504—B.7049—M.3507        | 1986            | 1999           | -                      | (1999)                               | |

## Rames particulières
En 2020, la rame 6513 fut illégalement repeinte de la part de graffeurs en bleu et blanc afin d'immiter l'ancienne livrée du métro parisien, avec également l'ajout de l'ancien logo RATP de 1960 à 1976 sur les faces avant et arrière de la rame, cependant après un grand nettoyage aux ateliers, la rame retrouvera sa livrée vert jade.